# Gare de Dudelange-Ville
La gare de Dudelange-Ville est une gare ferroviaire luxembourgeoise de la ligne 6b, de Bettembourg à Dudelange-Usine (Volmerange-les-Mines), située avenue Grande duchesse Charlotte à proximité du centre-ville de Dudelange dans le canton d'Esch-sur-Alzette.
Elle est mise en service en 1883 par la Direction générale impériale des chemins de fer d'Alsace-Lorraine, l'exploitant des lignes de la Société royale grand-ducale des chemins de fer Guillaume-Luxembourg.
C'est une halte voyageurs de la Société nationale des chemins de fer luxembourgeois (CFL) desservi par des trains CFL.

## Situation ferroviaire
Établie à 287 mètres d'altitude, la gare de Dudelange-Ville est située au point kilométrique (PK) 4,000 de la ligne 6b, de Bettembourg à Dudelange-Usine (Volmerange-les-Mines), entre les gares de Dudelange-Burange et de Dudelange-Centre.

## Histoire
La halte de Dudelange-Village est mise en service le 20 décembre 1883 par la Direction générale impériale des chemins de fer d'Alsace-Lorraine, l'exploitant des lignes de la Société royale grand-ducale des chemins de fer Guillaume-Luxembourg, lorsqu'elle ouvre à l'exploitation la ligne de Bettembourg à Dudelange-Usines. Un service télégraphique est en service à la gare en 1884.
En 1891, la halte devient une gare avec un triage et la construction du bâtiment voyageurs.

## Service des voyageurs

### Accueil
Halte CFL, c'est un point d'arrêt non géré. Elle est équipée d'un automate pour l'achat de titres de transport.

### Desserte
Dudelange-Ville est desservie par des trains Regionalbunn (RB) de la relation Bettembourg - Volmerange-les-Mines,.

### Intermodalité
Un parc pour les vélos (7 places) et un parking pour les véhicules (142 places) y sont aménagés. La gare possède un parking à vélo sécurisé mBox de 32 places,. La gare est desservie par de nombreuses lignes du transport intercommunal de personnes dans le canton d'Esch-sur-Alzette, dont elle constitue un pôle de correspondances majeur du réseau : 4, 5, 8, 9 et 10. Elle est aussi desservie par les lignes 631 et 633 du Régime général des transports routiers.
La gare est aussi desservie par la navette communale « Bus champs-Vallée ».
Une station du service d'autopartage Flex y est implantée.